# Панагия (дем Горуша)
Вижте пояснителната страница за други населени места с името Панагия.
Панагия (на гръцки: Παναγία) е село в Република Гърция, дем Горуша (Войо), област Западна Македония.

## География
Панагия е разположено в областта Населица (Войо), на 3 km северозападно от Хоригос (Хорево).

## История
За пръв път е регистрирана като отделно селище в преброяването от 1961 година.
| Година    | 1913 | 1920 | 1928 | 1940 | 1951 | 1961 | 1971 | 1981 | 1991 | 2001 | 2011 | 2021 |
| --------- | ---- | ---- | ---- | ---- | ---- | ---- | ---- | ---- | ---- | ---- | ---- | ---- |
| Население |      |      |      |      |      | 0    | 0    | 0    | 0    | 1    | 0    | 0    |